# عبدالعاطف برغل
عبدالعاطف برغل (انگلیسی: Abdel Atif Bergheul) بازیکن هندبال اهل الجزایر بود.